# Laurence J. Dorr
Lawrence Joseph (Larry) Doerr nascut el 18 de setembre de 1953) és un botànic estatunidenc, especialista en taxonomia de la família de les malvàcies.

## Biografia
Va néixer el 18 de setembre de 1953 a Boston. El 1971 va ingressar a la Universitat Washington a Saint Louis. El 1974 va prendre un any sabàtic, durant el qual va passar per tot el sender dels Apalatxes, es va dedicar a recol·lectar plantes a Alaska i el Yukon, i després va continuar els seus estudis a Saint Louis.
El 1976 es va graduar amb honors a la Universitat de Washington, on va rebre el títol de llicenciat en ciències de la Terra i ciències planetàries. Durant un temps va treballar al Missouri Botanical Garden. El 1980 va obtenir un màster en botànica per la Universitat de Carolina del Nord.
El 1983 va defensar la seva tesi doctoral a la Universitat de Texas sota la supervisió del Professor Beryl Brintnall Simpson. De 1983 a 1986, va viatjar a Madagascar amb el suport del Missouri Botanical Garden. En tornar als Estats Units, des del 1987, Dorr és professor del Departament de Biologia de la Universitat de Texas.
Durant diversos anys, Dorr va treballar al Jardí Botànic de Nova York, des del 1988 fins al 1991, va viatjar a la part nord dels Andes.
Des de 1991, Lawrence Dorr treballa al Departament de Botànica de la Smithsonian Institution a Washington. Ha tractat diversos gèneres per a l'informe Flora of North America de diversos volums. Els interessos de recerca de Dorr inclouen la sistemàtica i l'evolució de les malvàcies, la sistemàtica de les ericàcies i la història de la investigació botànica a Madagascar.
Des de 1984, Dorr està casat amb Lisa Barnett (nascuda el 1959), també doctora en biologia, membre del Departament de Botànica de la Smithsonian institution.

## Algunes publicacions
- Dorr, L. J.. Plant collectors in Madagascar and the Comoro Islands. A biographical and bibliographic guide to individuals and groups who have collected herbarium material of algae, bryophytes, fungi, lichens and vascular plants in Madagascar and the Comoro Islands Royal Botanic Gardens (en anglès), 1997, p. 524 [Consulta: 5 novembre 2018].
- Cheek, M.; Dorr, L. J.. Flora of Tropical East Africa (en anglès). . J. Beentje, S. A. Ghazanfar.  Londres: Royal Botanic Gardens, Kew, 2007, p. 1—134 [Consulta: 5 novembre 2018].
- Dorr, L. J.; Nicolson, D. H.. Taxonomic Literature (en anglès), 2008, p. 469. ISBN 978-3-906166-65-0 [Consulta: 5 novembre 2018].
- Dorr, L. J.. Taxonomic Literature (en anglès). 2a edició, 2009 — Suppl. VIII: Fres—G, p. 550. ISBN 978-3-906166-75-9 [Consulta: 5 novembre 2018].
- Stauffer, F. W.; Stauffer, J.; Dorr, L. J.. Bonpland and Humboldt specimens, field notes, and herbaria; new insights from a study of the monocotyledons collected in Venezuela (en anglès). 67(1). Candollea, 2012, p. 75—130 [Consulta: 5 novembre 2018].
- Dorr, L. J.; Stergios, B. Four new species of Andean Pilea (Urticaceae), with additional notes on the genus in Venezuela (en anglès). 42, 2014, p. 57—76. DOI 10.3897/phytokeys.42.8455 [Consulta: 5 novembre 2018].
- Dorr, L. J.. Flora of North America Editorial Committee. Magnoliophyta: Cucurbitaceae to Droseraceae (en anglès). 6 - sèrie: Flora of North America, p. 190—245 [Consulta: 5 novembre 2018].

## Plantes que porten el nom de L. Dorr
- Ageratina dorrii V.M.Badillo, 2000
- Alloneuron dorrii Wurdack, 1990 — Wurdastom dorrii (Wurdack) B.Walln., 1996
- Critoniopsis dorrii H.Rob., 1993
- Cynanchum dorrii Morillo, 1992 — Metastelma dorrii (Morillo) Liede & Meve, 2001
- Dicliptera dorrii Wassh., 2013
- Pentacalia dorrii H.Rob. & Cuatrec., 1993
- Pleurothallis dorrii Luer, 1997
- Tambourissa dorrii Lorence & Jérémie, 1991